# Roland Prinzinger
Roland Prinzinger (* 6. August 1948 in Kirchheim unter Teck) ist ein deutscher Biologe, spezialisiert auf Ornithologie und Physiologie. Er war Präsident der Deutschen Ornithologischen Gesellschaft (DO-G) und Hochschullehrer an der Johann Wolfgang Goethe-Universität in Frankfurt am Main.

## Leben
Das Studium der Chemie und Biologie (1969–1974) an der Universität Tübingen schloss Roland Prinzinger mit einer Examensarbeit über das Verhalten des Schwarzhalstauchers ab, die 1978 in Die Neue Brehm-Bücherei veröffentlicht wurde. Zunächst arbeitete er als Wissenschaftlicher Assistent am Institut für Tierphysiologie in Tübingen.
1984 wurde er auf den Lehrstuhl für Stoffwechselphysiologie am Zoologischen Institut der Johann Wolfgang Goethe-Universität in Frankfurt am Main berufen. Dort unterrichtete er auch im Fach Humanbiologie. Prinzinger ist seit September 2012 Emeritus.
Roland Prinzinger war sowohl Schatzmeister als auch von 1998 bis 2001 Präsident der Deutschen Ornithologischen-Gesellschaft.
Er ist mit der Biologin Gabriele Prinzinger verheiratet und hat mit ihr eine Tochter.

## Wirken
Schwerpunkte der Forschung von Roland Prinzinger waren die Brutbiologie von Vögeln, ihre Temperaturregulation und vielfältige andere stoffwechselphysiologische Fragen. Dazu zählen etwa Unterschiede im Energiestoffwechsel von Kolibris und Nektarvögeln, der Torpor bei Mausvögeln und schließlich das Vogelherz und seine Leistungsfähigkeit.
Einer größeren Öffentlichkeit bekannt wurde Prinzinger durch seine Bereitschaft, in Radio- und Fernsehsendungen über ornithologische und ökologische Zusammenhänge aufzuklären. Auch in populärwissenschaftlichen, naturkundlichen Zeitschriften wie GEO und KOSMOS publizierte er.  
Der stoffwechselphysiologische Ansatz führte Prinzinger zu einer Intensivierung seiner Überlegungen und Datensichtung zum Thema Altern. Publiziert hat er auf dem Gebiet der Biogerontologie über den Zusammenhang von Stoffwechselrate und Zellalterung bei Wirbeltieren einschließlich des Menschen – anschaulich in seinem Buch Das Geheimnis des Alterns.
Auch über die Tierwelt im Frankfurter Botanischen Garten hat Prinzinger berichtet.

## Ehrungen
- 1994: Ornithologen-Preis der Deutschen Ornithologischen Gesellschaft[10]
- 1998: Deutscher Preis für Wildtierforschung
- 1998: ALTEX-Preis – Entwicklung don Alternativmethoden zu Tierversuchen
- 2002: Auszeichnung für Exzellente Lehre (gewählt von den Studierenden der J. W. Goethe-Universität in Frankfurt/Main)

## Veröffentlichungen (Auswahl)
- Der Schwarzhalstaucher. Die Neue Brehm-Bücherei, A. Ziemsen Verlag, Lutherstadt Wittenberg 1979.
- mit Einhard Bezzel: Ornithologie. Ulmer Verlag, Stuttgart 1990, ISBN 978-3-8252-8051-2.
- Das Geheimnis des Alterns. Die programmierte Lebenszeit bei Mensch, Tier und Pflanze. Campus Verlag, Frankfurt am Main / New York 1996, ISBN 3-593-35451-9.
- mit Andrea Misovic und Birgit Nagel: Aviäre Hämatologie. Das Vogelblut: Struktur, Funktion, Diagnose und Parasiten. Cuvillier Verlag, Göttingen 2012, ISBN 978-3-95404-140-4.

## Belege
1. ↑  Roland Prinzinger: Der Schwarzhalstaucher. In: Die Neue Brehm-Bücherei. Band 521. Ziemsen, Wittenberg-Lutherstadt 1979.
2. ↑  Roland Prinzinger, V. Dietz, B. Nagel: Respiratory quotient and embryological development of metabolic heat production in the Rhea (Rhea americana). In: J. therm. Biol. Band 22, Nr. 3. Elsevier, 1997, ISSN 0306-4565, S. 223–226.
3. ↑  Roland Prinzinger, Birgit Nagel u.a.: Energy metabolism and body temperature in the Griffon Vulture (Gyps fulvus) with comparative data on the Hooded Vulture (Necrosyrtes monachus) and the White-backed Vulture (Gyps africanus). In: J. Ornithol. Band 143. Springer, 2002, ISSN 2193-7192, S. 456–467.
4. ↑  Roland Prinzinger, R. Göppel, A. Lorenz: Der Torpor beim Rotrückenmausvogel Colius castanotus. In: J. Ornithol. Springer, 1981, ISSN 2193-7192, S. 379–392.
5. ↑  Roland Prinzinger, Ingrid Lübben, Simone Jackel: Vergleichende Untersuchungen zum Energiestoffwechsel bei Kolibris und Nektarvögeln. In: J. Ornithol. Band 127, Nr. 3. Springer, 1986, ISSN 2193-7192, S. 303–313.
6. ↑  M. Helb, Roland Prinzinger: Leistungsparameter des Vogelherzens - vergleichende Untersuchungen an Ringeltaube Columba palumbus und Mäusebussard Buteo buteo. In: Vogelwarte. Band 47, 2009, ISSN 0049-6650, S. 329–330.
7. ↑  Roland Prinzinger: Wie großherzig sind Vögel. Bekanntes und Neues aus der Erforschung des Vogelherzens. In: Ornithol. Beob. Band 110, Nr. 3, 2013, S. 281–294.
8. ↑  Roland Prinzinger, Andrea Misovic: Age-corrlation of blood values in the Rock Pigeon. In: Comp. Biochem. & Physiol. A156, 2010, S. 351–356.
9. ↑  Roland Prinzinger, Wolfgang Wiltschko: Tiere im Botanischen Garten Frankfurt am Main. In: Matthias Jenny, M. Wessel, Ch. Winter (Hrsg.): Der Botanische Garten Frankfurt am Main. 2014, ISBN 3-7357-4121-5, S. 82–91.
10. ↑  Deutsche Ornithologische Gesellschaft

| Personendaten    | Personendaten        |
| ---------------- | -------------------- |
| NAME             | Prinzinger, Roland   |
| KURZBESCHREIBUNG | deutscher Biologe    |
| GEBURTSDATUM     | 6. August 1948       |
| GEBURTSORT       | Kirchheim unter Teck |